# Dicksonia externa
Dicksonia externa là một loài dương xỉ trong họ Dicksoniaceae. Loài này được Skottsb. mô tả khoa học đầu tiên.

## Hình ảnh

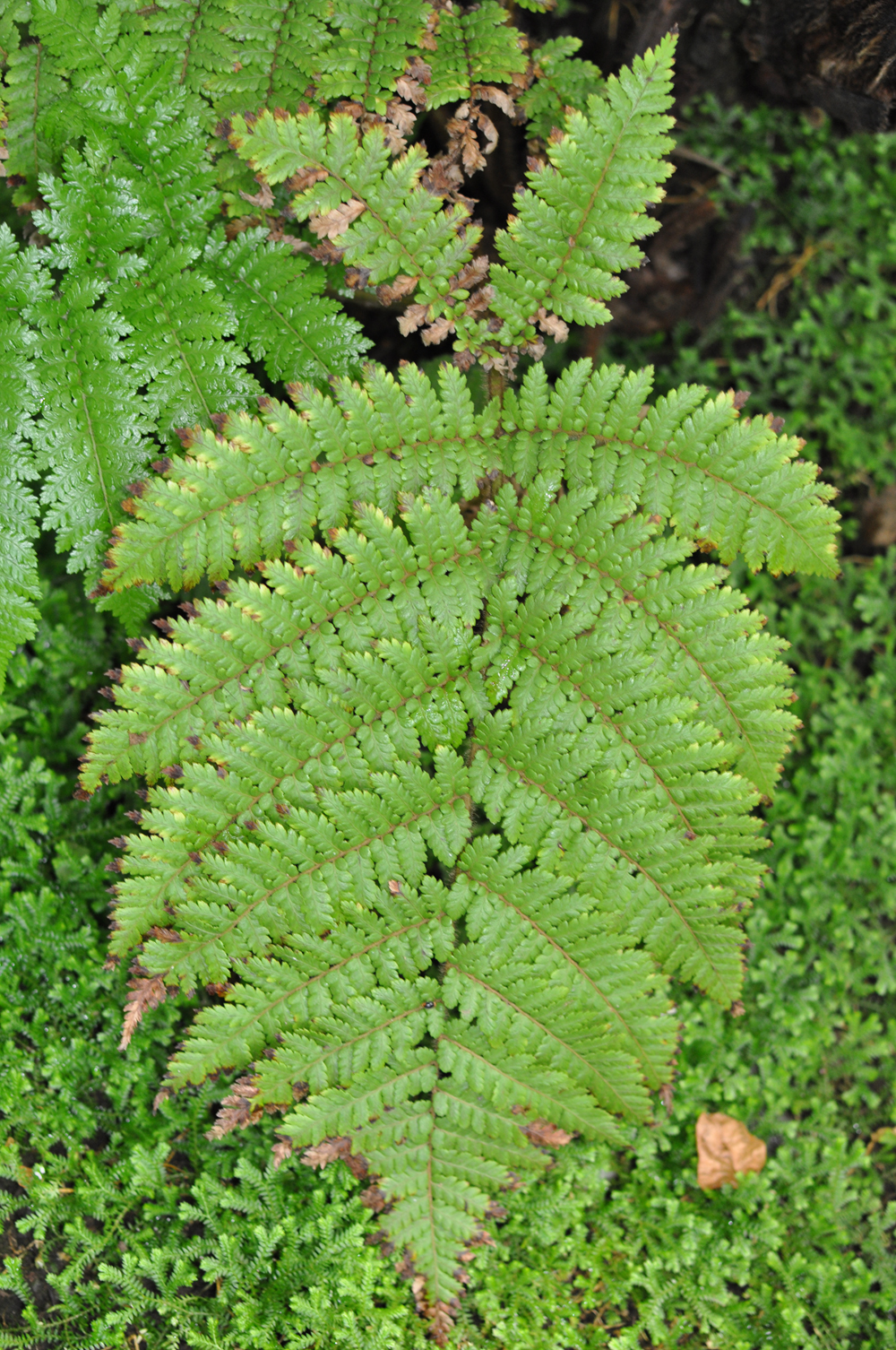
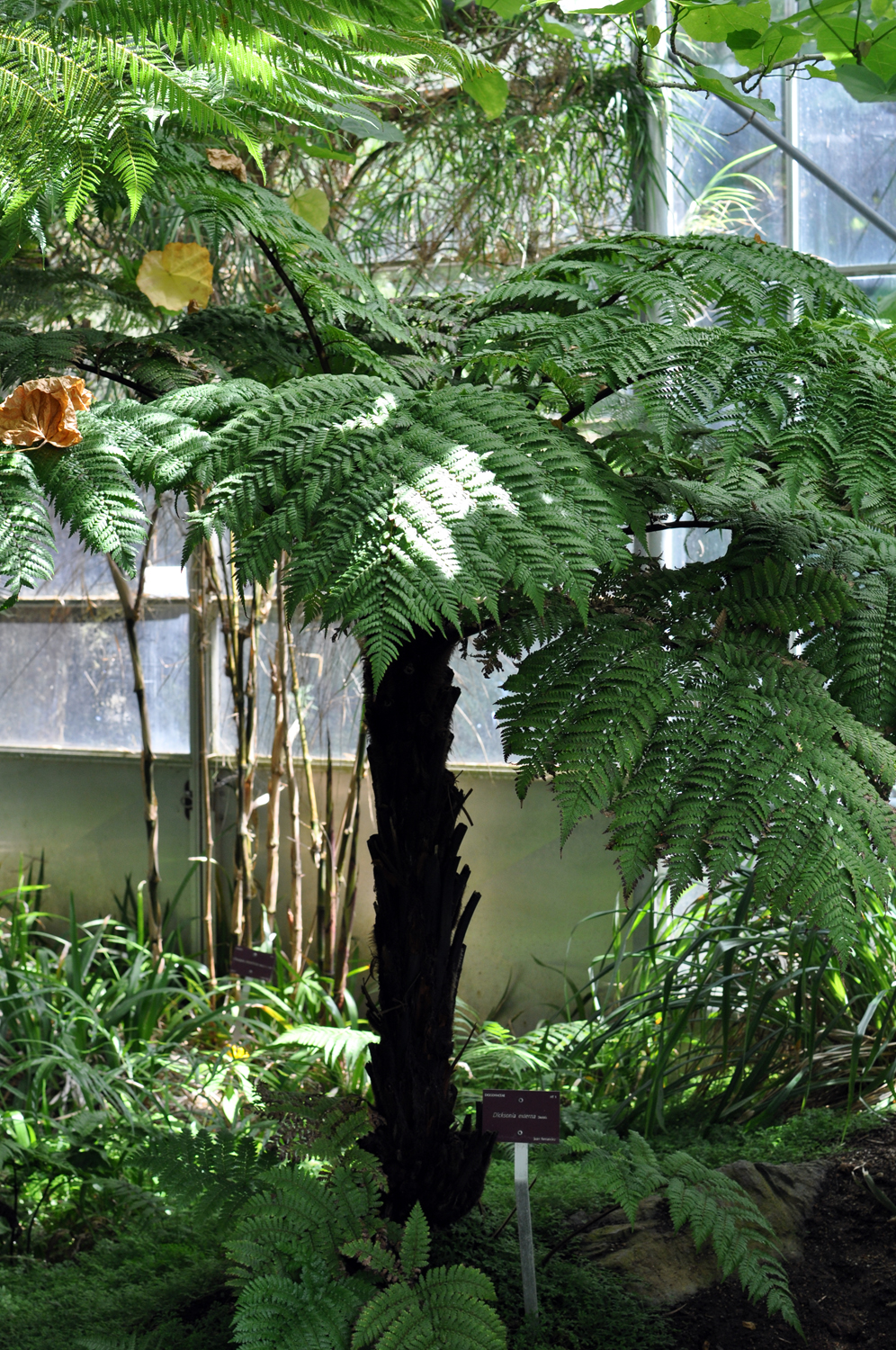